# Semiothisa lituraria
Semiothisa lituraria là một loài bướm đêm trong họ Geometridae.